# 371
371 foi um ano comum do século IV que teve início e terminou a um sábado, segundo o Calendário Juliano. a sua letra dominical foi B.
| Ano completo                   |
| ------------------------------ |
| Ano comum com início ao sábado |